# مسیریابی (شبکه)

Routing

مسیریابی (به انگلیسی: Routing) فرآیندی برای انتخاب بهترین مسیر در شبکه های داخلی و خارجی است و نقش مؤثری در ارسال داده‌ها در یک شبکه دارد. پروتکلهای مسیریابی می‌تواند بین انواع مختلفی از شبکه‌ها، مثل شبکه تلفن و اینترنت برقرار شوند. این مسیریابی می‌تواند عامل ارسال بسته‌های منطقی از مبدأ به مقصد باشد. سخت‌افزارهای به کار رفته در یک شبکه شامل مسیریاب یا روتر (به انگلیسی: Router)، پل (Bridge)، دیوار آتش یا فایروال (به انگلیسی: Firewall) و سوئیچ می‌شوند. کامپیوترهایی که کارت شبکه دارند می‌توانند بسته‌ها را ارسال کنند. این روند عامل ارسال براساس جداول می‌باشد و می‌تواند ثبت‌ها را در مقصد نگهداری کند. این جداول در حافظه دستگاه تشکیل می‌شوند.

## توزیع توپولوژی
شبکه‌های کوچک دارای جداول دستی هستند. شبکه‌های بزرگ توپولوژی پیچیده‌ای دارند و به سرعت تغییر می‌کنند. به این طریق ساختار جداول غیرقابل طراحی خواهد شد. بیشتر این شبکه‌های تلفنی کلیدی (pstn) از این جداول استفاده می‌کنند و نقایص در مسیر این سیستم شناخته و رفع خواهند شد. مسیر یابی دینامیکی تلاشی برای حل مسئله و تشکیل ساختار خودکار جداول است. این براساس اطلاعات پروتکل مسیریابی عملی است. به این طریق شبکه‌ها از هر نقص ایمن خواهند شد. این دینامیک در اینترنت نقش فعال دارد. طراحی پروتکل‌ها به یک تماس ماهرانه نیاز دارد. نباید فرض کرد که شبکه‌سازی به نقطه اتوماسیون کامل رسیده‌است.

### الگوریتم بردار-فاصله
در این الگوریتم از الگوریتم bellman – ford استفاده می‌شود و می‌توان یک رقم و هزینه را برای هر لینک بین گروه‌های شبکه تعیین نمود. گره‌ها می‌توانند اطلاعات را از A به B بفرستند؛ و این از طریق مسیر کم هزینه عملی است. این الگوریتم خیلی ساده عمل می‌کند. ابتدا باید راه‌اندازی انجام شود. بخش‌های همجوار نیز باید شناخته شوند. هر گره به‌طور منظم می‌تواند هزینه کل را به مقصد بفرستد. گره‌های همجوار به بررسی اطلاعات و مقایسه یافته‌ها می‌پردازند. این عامل پیشرفت در جداول مسیریابی خواهد بود. تمام گره‌ها بهترین حلقه را کشف می‌کنند. وقتی یکی از گره‌ها کاهش یافت آنهایی که در همجوار هستند می‌توانند ورودی را خالی کنند و به مقصد بروند. به این طریق اطلاعات جدول ارائه خواهند شد. آن‌ها می‌توانند اطلاعات را در اختیار گره‌های مجاور قرار دهند. در نهایت اطلاعات ارتقا یافته دریافت می‌شوند و مسیر جدید شناخته خواهد شد.

### الگوریتم حالت لینک
وقتی از این الگوریتم استفاده می‌شود هر گره از داده‌های اصلی در الگوی شبکه‌ای استفاده خواهد نمود. در این شرایط تمام گره‌ها وارد شبکه می‌شوند و اطلاعات با یکدیگر در ارتباط خواهند بود. این گره‌ها می‌توانند اطلاعات را وارد نقشه کنند. به این طریق هر مسیریاب تعیین‌کننده مسیر کم هزینه به سمت دیگر گره‌ها خواهد بود. در نهایت یک الگوریتم با کوتاهترین مسیر به وجود می‌آید. این درخت می‌تواند ماحصل ترکیب این گره‌ها باشد. در این شرایط بهتر است این درخت در طراحی جدول استفاده شود و حلقه بعدی گره نیز مشخص گردد.

### پروتکل بردار مسیر
مسیریابی حالت لینک و بردار فاصله پروتکل غالب می‌باشند. آن‌ها از سیستم ناشناخته درونی استفاده می‌نمایند ولی بین سیستم‌های ناشناخته نمی‌باشند. این دو نوع پروتکل می‌توانند در شبکه‌های بزرگ مسیریابی شوند و به این طریق مسیریابی درون حوزه‌ای عملی خواهد شد. مسیریابی حالت لینک می‌تواند اطلاعات زیادی را وارد جدول کند، این عامل تشکیل ترافیک بزرگ می‌باشد. مسیریابی بردار برای درون حوزه‌ها استفاده می‌شود و مانند بردار راه دور است. در این‌جا یک گره در هر سیستم ناشناخته وجود دارد که به عنوان کل سیستم عمل خواهد کرد. این گره از نوع سخنگو است. این گره جدول مسیریابی را تولید کرده و به گره‌های همجوار می‌فرستد. در این شرایط فقط گره‌های سخنگو در هر سیستم با یکدیگر ارتباط برقرار می‌کنند. این گره می‌تواند در مسیر پیش رود و در سیستم ناشناخته فعال شود.
نکته

### مقایسه الگوریتم مسیریابی
پروتکلهای مسیریابی بردار-فاصله در شبکه‌های کوچک، ساده و کارآمد بوده و به مدیریت اندکی نیازمند هستند. با این وجود آلگوریتمهای اولیه بردار-فاصله از نظر مقیاس‌پذیری خوب نیستند و قابلیتهای همگرایی آن‌ها ضعیف است که این امر منجر به توسعه الگوریتمهای پیچیده‌تر با مقیاس‌پذیری بهتر جهت شبکه‌های بزرگ شده‌است. بدین جهت اغلب پروتکلهای مسیریابی درونی از پروتکل‌های وضعیت لینک مانند ابتدا کوتاه‌ترین مسیر را انتخاب کردن و IS-IS استفاده می‌کنند. یکی از توسعه‌های اخیر در پروتکل‌های بردار فاصله، قابلیت بدون حلقه یا loop-free می‌باشد که به‌طور مثال در EIGRP پیاده‌سازی شده‌است. این پروتکل ضمن داشتن تمام قابلیتهای پروتکلهای بردار فاصله، مشکل count-to-infinity را حل کرده و از این جهت زمان همگرایی پروتکل را بهبود بخشیده‌است.

## انتخاب مسیر
یک اصل مسیریابی توسط آلگوریتم مسیریابی معرفی شده‌است که تعیین‌کننده عملکرد آن‌ها است. این اصول می‌توانند مربوط به پهنای باند، تاخیر، تعداد حلقه‌ها، هزینه مسیر بار و MTU، اعتبارپذیری و هزینه ارتباطی باشند. این جداول عامل ذخیره بهترین مسیرها هستند ولی پایگاه‌های حالت لینک و توپولوژیکی نیز نقش ذخیره دارند. وقتی اصل مسیر یابی در یک پروتکل خاص استفاده شود مسیریاب‌های چند پروتکلی از یک روش اکتشافی خارجی استفاده می‌کنند و به این ترتیب مسیرهای آموخته شده را انتخاب خواهند کرد. به عنوان مثال مسیریاب Cisco یک ارزش به صورت فاصله اجرایی دارد. در این فاصله مسیرها می‌توانند پروتکل معتبر تولید کنند.

## عوامل چندگانه
در بعضی از شبکه‌ها، مسیریابی تحت اثر این واقعیت است که هیچ عامل واحدی علت انتخاب مسیر نمی‌باشد. این عوامل در انتخاب مسیر و بخش‌هایی از آن کاربرد دارند. پیچیدگی یا عدم وجود راندمان کافی می‌تواند یک عامل مهم در بهینه‌سازی اهداف باشد. در این شرایط یک تناقض با اهداف دیگر شرکت‌کننده‌ها به وجود می‌آید. یک مثال از این شامل ترافیک در سیستم جاده‌ای است. در این حالت هر راننده به دنبال یک مسیر است که زمان کمتری داشته باشد. با این وجود مسیر تعادلی می‌تواند برای تمام آن‌ها مطلوب باشد. تناقض braess نشان می‌دهد که افزایش جاده جدید می‌توان زمان سفر را طولانی کند. اینترنت به سیستم ناشناخته مانند Isp تقسیم می‌شود که هر یک دارای کنترل مسیر شبکه هستند. مسیرهای سطح AS می‌توانند از طریق پروتکل BGP انتخاب شوند. این عامل تولید یک توالی AS از طریق بسته‌های جریان یافته‌است. هر AS دارای چند مسیر است که در خدمت ASهای مجاور قرار گرفته‌است. تصمیم‌گیری در این زمینه شامل ارتباط تجاری با این بخش‌های همجوار است. البته این ارتباط با کیفیت مسیر کمتر است. دوم آنکه وقتی مسیر سطح AS انتخاب شد چند مسیر سطح ردیاب به وجود می‌آید و دو IS می‌توانند در چند محل به هم متصل باشند. در انتخاب این مسیر واحد باید هر ISP از مسیریابی داغ استفاده کند که شامل ارسال ترافیک در مسیر و کاهش فاصله از طریق شبکه ISP است حتی اگر آن مسیر فاصله کل مقصد را افزایش دهد. دو تا ISP به نام B،A را در نظر بگیرید. هر یک در نیویورک با یک لینک سریع در ارتباط هستند و فضای پنهان ۵ms دارند. آن‌ها در لندن با لینک ۵ms مرتبط می‌شوند. فرض کنید که آن‌ها لینک خارج از قاره دارند و لینک A دارای ms ۱۰۰ و لینک B دارای ms ۱۲۰ حافظه‌است. وقتی مسیریابی از یک منبع در شبکه A صورت گیرد پیام به B درلندن خواهد رفت. این عامل ذخیره A در لینک فرا قاره‌ای است ولی پیام وارد لینک ms ۱۲۵ خواهد شد که تا ms ۲۰ سریع تر است.
مطالعه سال ۲۰۰۳ نشان داد که بین جفت‌های IPS همجوار، بیش از ۳۰٪ مسیر دارای حافظه پنهان است و ۵٪ آن حداقل    ۱۲ میلی‌ثانیه تاخیر دارد. این مشکل ناشی از انتخاب مسیر سطح AS می‌باشد ولی می‌تواند به عدم وجود مکانیزم بهینه‌سازی BGP اشاره کند. گفته می‌شود که در یک مکانیزم مناسب ISP می‌تواند در مشارکت قرار گیرد و حافظه پنهان را کاهش دهد.